# Karl Albrecht (Jesuit)
Karl Albrecht SJ (auch: Karim Arbie) (* 19. April 1929 in Altusried, Bezirksamt Kempten; † 11. September 1999 in Dili, Osttimor) war ein deutscher römisch-katholischer Geistlicher, Jesuit, Missionar und Märtyrer.

## Leben
Karl Albrecht besuchte von 1940 bis 1949 das Humanistische Gymnasium. Von 1944 bis 1945 tat er Militärdienst als Flakhelfer. Nach Eintritt in den Jesuitenorden legte er 1951 in Pullach seine ersten Gelübde ab, studierte bis 1958 Philosophie und Theologie in Dublin, wurde am 28. Juli 1957 in München zum Priester geweiht, beendete seine europäische Ausbildung in St. Andrä in Kärnten und ging im Dezember 1958 nach  Yogyakarta auf Java, wo er unter Leitung des Ruhestandsbischofs Piet Jan Willekens (1881–1971) sein Studium abschloss und Indonesisch lernte.
Er wurde zuerst als Kaplan in Tanjung Priok und 1960 in Semarang eingesetzt. Von 1961 bis 1990 war er in Jakarta tätig, ab 1962 als Direktor der Caritas, ab 1980 als Kaplan und Pfarrer. Um 1980 erlangte er die indonesische Staatsangehörigkeit und nahm den Namen Karim Arbie an. 1990 wechselte nach Osttimor und wurde Superior der dortigen Jesuiten sowie Rektor des Seminars. 1991 war er Augenzeuge eines Massakers durch indonesische Truppen. Nach einem Sabbatjahr 1996 in Deutschland widmete er sich wieder dem Sozialapostolat und wurde Direktor des Flüchtlingsdienstes in Osttimor. Nach dem  Unabhängigkeitsreferendum vom August 1999 wurde er im September 1999 im Dunkeln von pro-indonesischen Milizen erschossen.

## Gedenken
Die Römisch-katholische Kirche in Deutschland hat Karl Albrecht als Märtyrer in das deutsche Martyrologium des 20. Jahrhunderts aufgenommen.